# Guerra civil de Uganda (1986-1994)
La guerra de Uganda ocurrida entre 1986 y 1994 fue una guerra civil librada por grupos rebeldes contra el gobierno ugandés del presidente Yoweri Museveni. La mayor parte de los combates tuvieron lugar en el norte y el este del país, aunque las regiones occidental y central también se vieron afectadas.
Las facciones insurgentes más importantes fueron el Ejército Democrático del Pueblo de Uganda (UPDA), el Ejército del Pueblo de Uganda (UPA), el Movimiento del Espíritu Santo (HSM) de Alice Auma y el ejército de Joseph Kony (que más tarde se convirtió en el Ejército de Resistencia del Señor). Varias facciones rebeldes más pequeñas y grupos escindidos de los movimientos más grandes libraron sus propias campañas. Los rebeldes a menudo chocaban entre sí. Todos los beligerantes, incluido el gobierno, atacaron a civiles y cometieron violaciones de derechos humanos. En el transcurso de combates que involucraron a decenas de miles de tropas, el gobierno de Uganda pudo derrotar o contener gradualmente a la mayoría de las facciones rebeldes. Las operaciones en el norte y el este causaron gran destrucción y provocaron un gran número de víctimas civiles.
En 1994, el HSM y la UPDA se habían desintegrado, la UPA se había reducido a pequeños grupos escindidos y Joseph Kony y sus fuerzas estaban debilitados. Sin embargo, la situación en toda la región cambió drásticamente ese año, cuando potencias externas intervinieron y comenzaron a financiar insurgencias para derrocar a Museveni. A su vez, Uganda se vio arrastrada a conflictos transfronterizos en Zaire y Sudán. Estos acontecimientos dieron lugar a un resurgimiento de la actividad insurgente en el norte de Uganda. Varios grupos que surgieron durante el conflicto de 1986-1994, incluido el Ejército de Resistencia del Señor de Kony, continúan sus insurgencias hasta el día de hoy.

## Contexto
Después de su independencia en 1962, Uganda cayó bajo una sucesión de regímenes autoritarios, sufrió crisis económicas y experimentó varios conflictos militares. En 1979, el presidente de Uganda, Idi Amin, fue derrocado durante la guerra entre Uganda y Tanzania, seguida del regreso al poder del antiguo presidente Milton Obote.Facciones del ejército ugandés de Amin y varios grupos anti-Obote lanzaron rebeliones, lo que resultó en la altamente destructiva Guerra Bush en Uganda . Obote fue derrocado por elementos de su ejército, la UNLA, en 1985, lo que dio lugar a la formación de un régimen dirigido por Tito Okello. Aunque el nuevo liderazgo militar logró convencer a algunos grupos rebeldes para que se unieran a un gobierno de coalición, un grupo rebelde se opuso firmemente al compromiso. Dirigido por Yoweri Museveni, el Movimiento de Resistencia Nacional (NRM) y su brazo armado, el Ejército de Resistencia Nacional (NRA), pretendían lograr una victoria militar total y explotaron el caos tras el derrocamiento de Obote para apoderarse de grandes extensiones del suroeste de Uganda. La NRA incluía a un gran número de personas de etnia tutsi que pertenecían a familias de refugiados ruandeses. Como resultado de la presión internacional, el NRM firmó el acuerdo de Nairobi, un tratado de paz negociado bajo la supervisión del presidente de Kenia, Daniel arap Moi, el 17 de diciembre de 1985.

## Consecuencias
En 1994, el gobierno de Uganda y los rebeldes se involucraron cada vez más en conflictos en Zaire, Sudán y Ruanda. A medida que la guerra se extendía a través de las fronteras de África central, los grupos rebeldes explotaron el caos para ganar apoyo internacional y extender su influencia. Los rebeldes del oeste de Uganda crecieron en fuerza a partir de 1994, cuando Sudán comenzó a apoyarlos. La rebelión del LRA se intensificó y amplió su alcance una vez más. Con el apoyo sudanés, el LRA creció a más de dos mil combatientes bien armados en marzo de 1994, lo que le permitió atacar todo el norte de Uganda, desplazando a cientos de miles de personas. El gobierno sudanés también creó nuevos grupos rebeldes y organizó la fusión de facciones insurgentes; en particular, los restos de NALU, UMFF, UMLA y otros formaron las Fuerzas Democráticas Aliadas (ADF) que, en consecuencia, libraron una insurgencia que duró décadas. Con ayuda sudanesa, estallaron nuevas rebeliones en la región del Nilo Occidental que persistieron hasta principios de la década de 2000. A su vez, Uganda invadió Zaire y Sudán como parte de la Primera Guerra del Congo y la Segunda Guerra Civil Sudanesa, en parte en un intento de destruir las bases de retaguardia de los rebeldes ugandeses.